# NGC 4033
NGC 4033 (другие обозначения — ESO 572-42, MCG -3-31-11, PGC 37863) — галактика в созвездии Ворона. Открыта Уильямом Гершелем в 1785 году.
Морфологический тип галактики точно не определён: возможно, она линзовидная, согласно другим данным — эллиптическая. Кроме того, в ней наблюдается ядерная линза.
Этот объект входит в число перечисленных в оригинальной редакции «Нового общего каталога».
Галактика NGC 4033 входит в состав группы галактик NGC 4038. Помимо NGC 4033 в группу также входят ещё 25 галактик.